# Büyükçekmece
Büyükçekmece est l'un des 39 districts de la ville d'Istanbul, en Turquie.

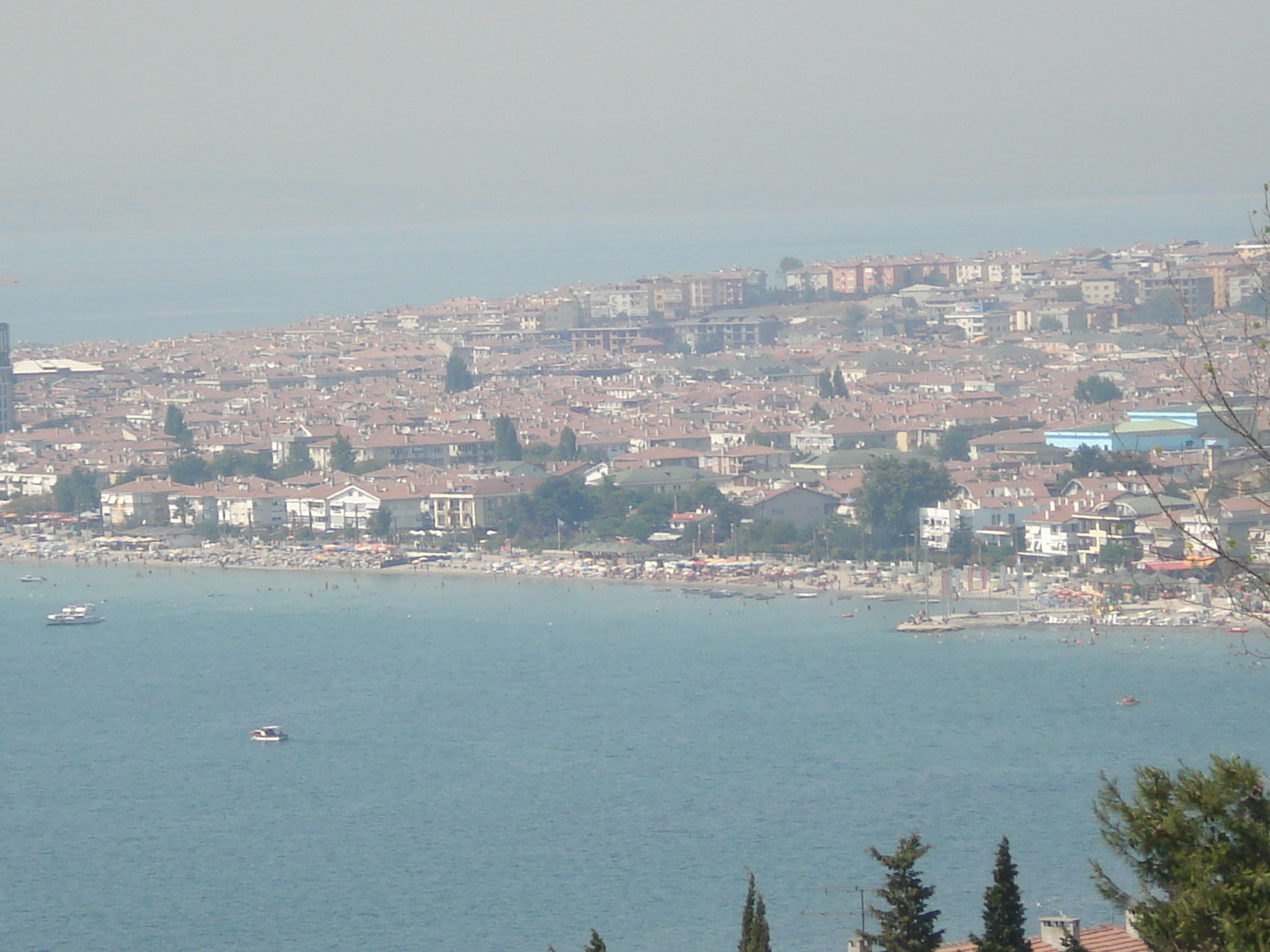
Büyüçekmece vu de la mer de Marmara vers la plage

## Architecture
Le symbole du quartier est le pont Soliman le Magnifique, pont ottoman bâti en 1566-1567 par le célèbre architecte Mimar Sinan.
Le district abrite également une mosquée « aux lignes ultra-contemporaines » de l'architecte féminine Emre Arolat, bâtie en 2013, et qui propose une nouvelle piste pour le style architectural des mosquées turques.
Dans la partie ouest du quartier, près du Kültür Park, se trouve le Caravansérail de Büyükçekmece.

## Jumelage

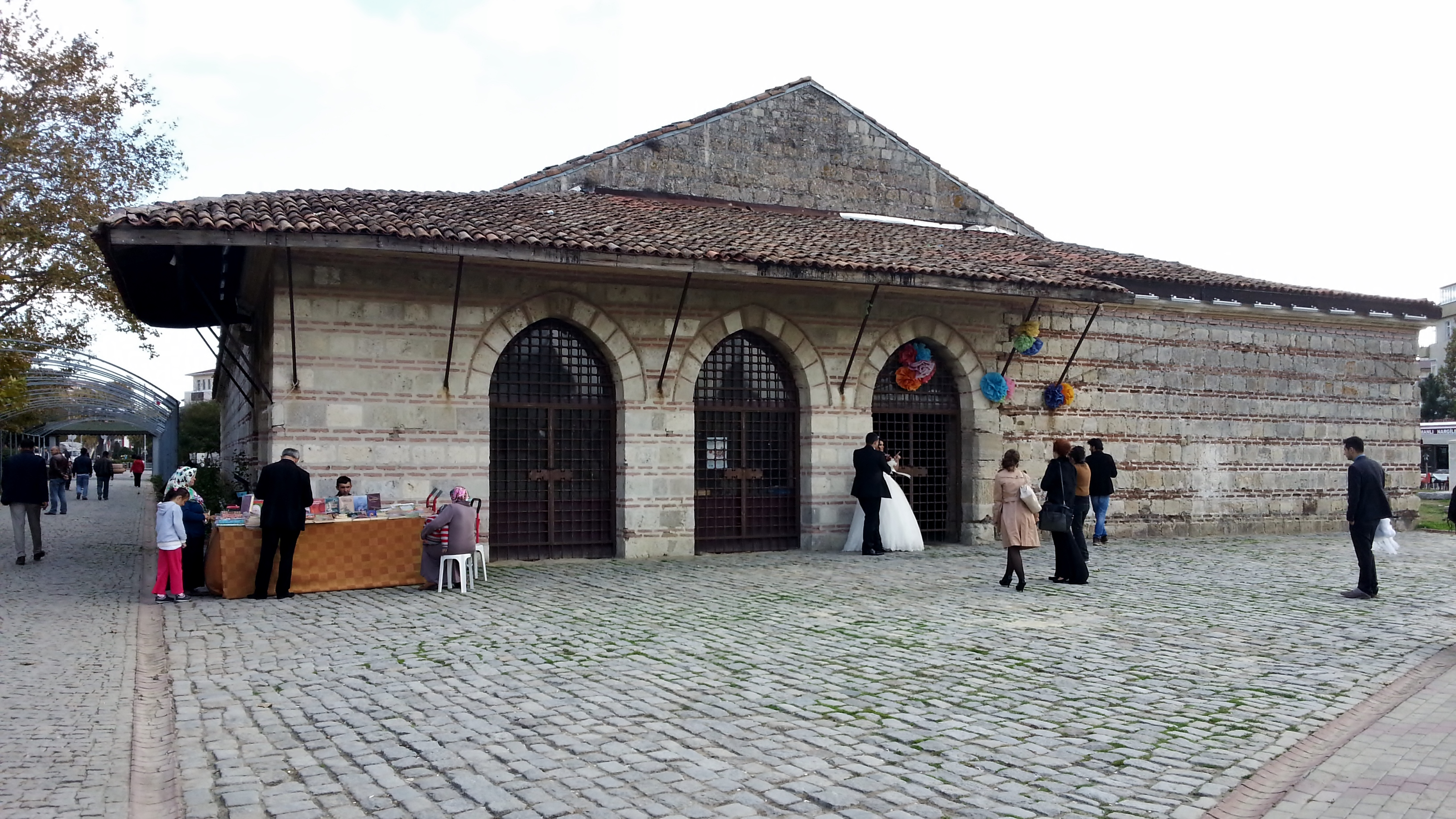
Caravansérail de Büyükçekmece.

- Caravansérail de Büyükçekmece. Gelsenkirchen (Allemagne)